# Shining Force
Shining Force: The Legacy of Great Intention (シャイニング・フォース 神々の遺産 Shainingu Fōsu: Kamigami no Isan, «Shining Force: The Legacy of the Gods») — японська рольова гра з покроковими тактичними боями, що вийшла в 1992 році для 16-бітної гральної консолі Sega Mega Drive/Genesis.
Пізніше, гра була перевидана: в колекції Sega Smash Pack 2 для Dreamcast та Microsoft Windows, в Sonic's Ultimate Genesis Collection для Xbox 360 та PlayStation 3, а також як окремий порт для сервісів Wii Virtual Console і Steam. У 2004 році вийшов рімейк оригінальної гри, для портативного ігрового пристрою Game Boy Advance, під назвою Shining Force: Resurrection of the Dark Dragon. У 2010-му вийшов порт на iOS.

## Геймплей
Гравець бере на себе роль головного персонажа — лідера команди Shining Force. Окрім битв гравець подорожує різними містами та місцевостями, спілкується з NPC, формує склад свого загону і займається різним менеджментом пов'язаним з екіпіруванням. Також під час гри гравець може знаходити різні скарби і рідкісні предмети.
1. ↑  Steam — 2003.